# Laryssa Hryha

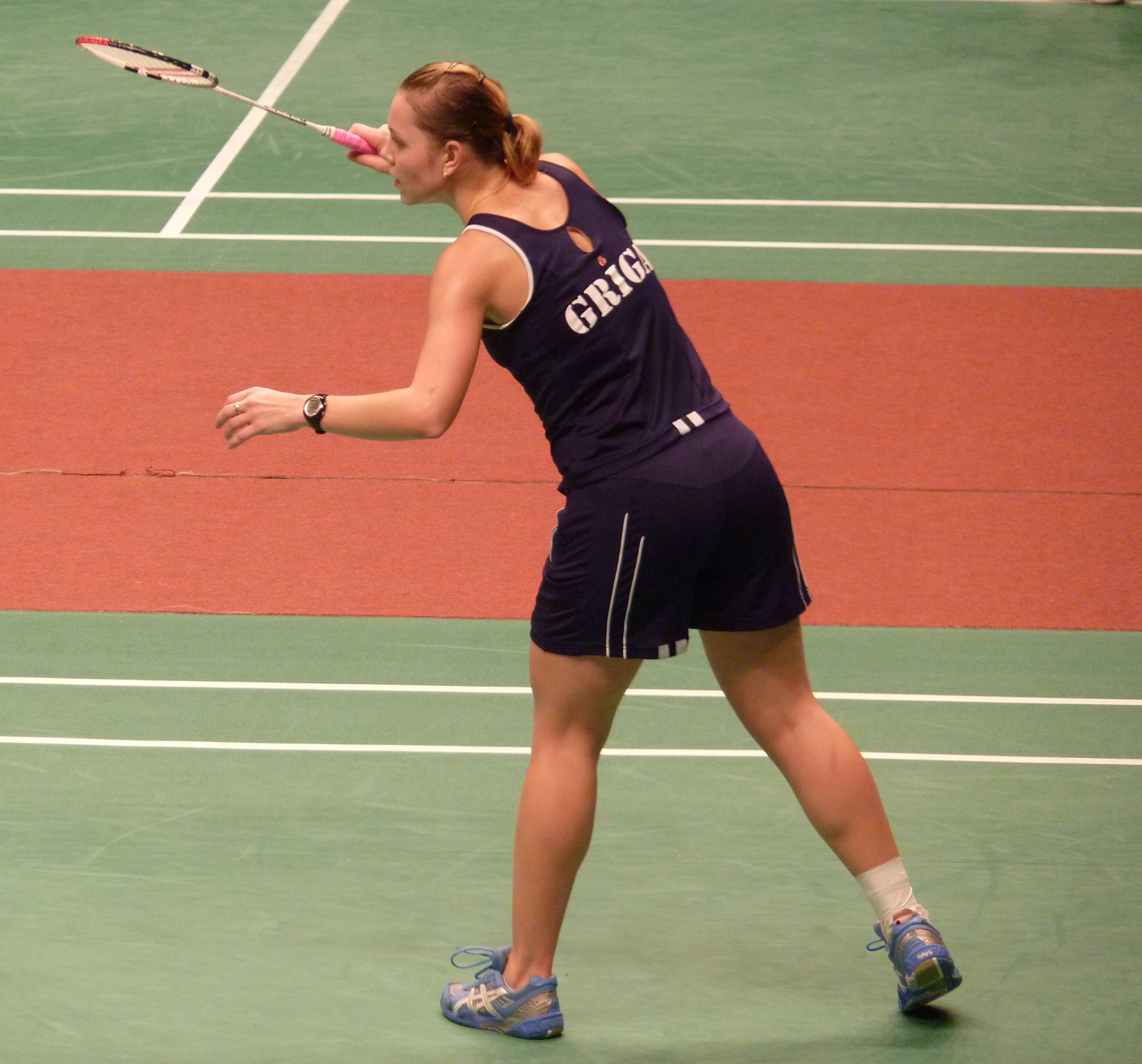
Larisa Griga

Laryssa Walerijiwna Hryha (ukrainisch Лариса Валеріївна Грига; * 31. Mai 1984 in Dnipropetrowsk), international bekannt als Larisa Griga, ist eine ukrainische Badmintonspielerin.
Laryssa Hryha ist mehrfache Gewinnerin bei den Badmintonmeisterschaften in der Ukraine geworden. Dort spielt sie sowohl Damendoppel als auch Dameneinzel. International ist Griga aber eher im Dameneinzel aktiv. Im Jahr 2003 gewann Hryha im Dameneinzel die Junioren-Europameisterschaft im Badminton.
Bei den Badminton-Weltmeisterschaften 2005 in Anaheim erreichte sie die 2. Runde, schied dort aber gegen die Chinesin Xie Xingfang aus, die dort an 2 gesetzt war. Seit Juni 2006 trainiert Hryha – im Rahmen des BWF-Programms „Road to Beijing“ – am BWF Trainingsstandort Saarbrücken. Im Jahr 2007 erreichte sie mit ihrer Mannschaft des niederländischen Vereins BC Amersfoort – für den sie seit 2005 antritt – das Finale im Badminton-Europapokal. Auch gewann sie 3 Turniere der International-Serie in diesem Jahr. 2008 wechselte sie zu dem Verein Fyrisfjädern in Uppsala in Schweden.
2008 gewann sie Ende April die Dameneinzel bei den Dutch International. Bei den Olympischen Sommerspielen 2008 in Peking nahm Hryha am Badminton-Einzelturnier teil. In der ersten Runde gewann sie gegen Agnese Allegrini aus Italien mit 2:0 Sätzen. In der Runde der letzten 32 verlor sie mit dem gleichen Satzergebnis gegen die indische Spielerin Saina Nehwal.
2010 gewann sie das Dameneinzel bei den Kharkiv International 2010 im Endspiel gegen Mariya Ulitina.